# Arisaka Typ 30
Das Arisaka Typ 30 (jap. 三十年式歩兵銃, Sanjū-nen-shiki hoheijū, dt. „Typ-30-Infanteriegewehr“) war das Standardgewehr des japanischen Heeres zwischen 1897 und 1905. Die Modellbezeichnung bezieht sich auf das Jahr der Einführung 1897, das 30. Thronjahr des damals amtierenden japanischen Kaisers Meiji.

## Geschichte

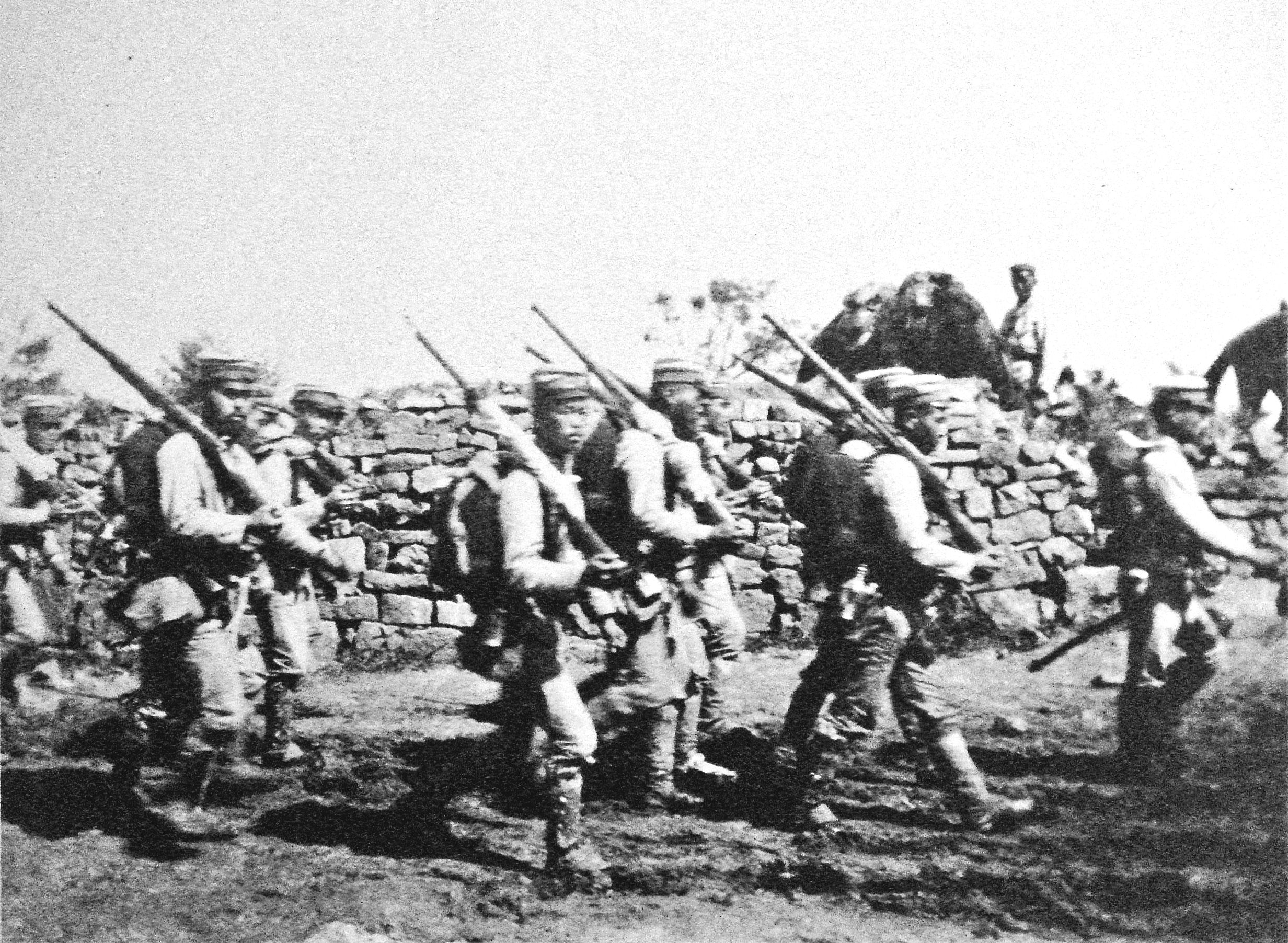
Japanische Soldaten mit Typ-30-Gewehren in der Nähe von Tschemulpo, August/September 1904

Das im Ersten Japanisch-Chinesischen Krieg 1894/95 verwendete Murata Typ 22 Gewehr war seit 1889 im Einsatz und inzwischen veraltet. Deswegen beauftragte im Jahre 1894 die Heeresleitung des japanischen Kaiserreiches den renommierten Oberst Arisaka Nariakira als Leiter einer Kommission mit der Entwicklung eines Gewehr mit einem geringeren Kaliber als die des Murata Typ 22. Die Entwicklung des neuen Gewehrs fand im Dezember 1895 im Koishikawa-Arsenal unter Leitung Oberst Arisakas statt. Bereits 1897 wurde das Typ 30 im Heer eingeführt und mit ihm das neue Kaliber 6,5 × 50 mm HR, das das Kaliber 8 mm des Typs 22 ablöste. Im Russisch-Japanischen Krieg waren alle Infanteristen mit dem Typ 30 ausgestattet. Während des Krieges zeigten sich einige Schwächen des Gewehrs und bereits ab 1905 wurde deshalb das Arisaka Typ 38 eingeführt.

## Technik
Das Arisakagewehr war ein Repetiergewehr und hatte ein Gewicht von 3,85 kg. Über einen Magazinkasten konnten fünf Patronen des Kalibers 6,5 × 50 mm verschossen werden. Er konnte einzeln oder per Ladestreifen nachgeladen werden. Als Bajonett wurde das Typ 30 mit einer Klingenlänge von 40 cm verwendet.

## Versionen
- Typ-30-Karabiner (jap. 三十年式騎銃(三十年式騎兵銃), Sanjū-nen-shiki kijū (Sanjū-nen-shiki kiheijū)): Lauflänge 48 cm, Gesamtlänge 98 cm, kein Bajonett montierbar
- Typ-35-Marinegewehr

## Das Typ 30 in anderen Streitkräften
Vor dem Ersten Weltkrieg lieferte das Kaiserreich Japan im Zuge der Anglo-Japanischen Allianz einige Typ 30 an die britische Royal Navy. Später lieferten die Briten eine große Anzahl dieser Gewehre nach Russland, wo sie ebenfalls nach Estland und Finnland gelangten.
- Estland
- Russisches Kaiserreich
- Österreich-Ungarn (Beutewaffen aus russischem Bestand nach deren Kapitulation)
- Finnland
- Indonesien
- Malaysia
- chinesische Nationalrevolutionäre Armee
- chinesische Volksbefreiungsarmee
- Vereinigtes Königreich Großbritannien und Irland